# فرودگاه شهری واشون

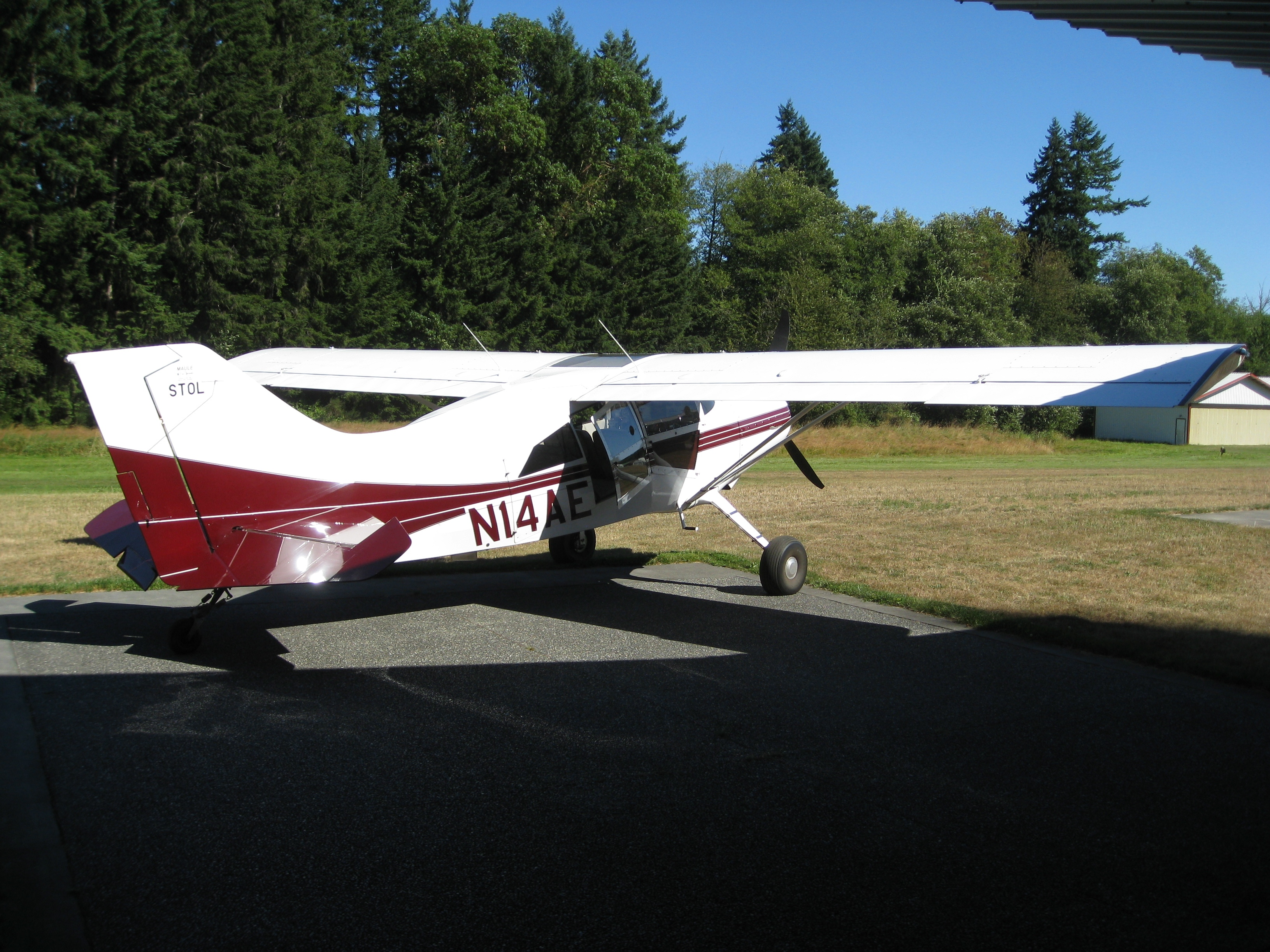
تصویری از باند فرودگاه شهری واشون

فرودگاه شهری واشون  (به انگلیسی: Vashon Municipal Airport) یک فرودگاه همگانی است که یک باند فرود چمن دارد و طول باند آن ۶۱۰ متر است. این فرودگاه در کشور ایالات متحده آمریکا قرار دارد و در ارتفاع ۹۶ متری از سطح دریا واقع شده است.